# ZA-325
La ZA-325 es una carretera autonómica perteneciente a la Red Complementaria Preferente de carreteras de la Junta de Castilla y León. El inicio de esta carretera está en el punto kilométrico 1,120 de la carretera ZA-305 y acaba en el punto kilométrico 1,000 de la ZA-330. La longitud de esta carretera es de 1,8 km. 
La carretera consta de una sola calzada, con un carril para cada sentido de circulación y tiene un ancho de plataforma de 8 metros. Su limitación de velocidad es de 90 km/h, al igual que el resto de carreteras autonómicas.

## Nomenclatura[2]
La ZA-325 ha tenido desde su construcción la misma denominación, ya que se construyó después de la actualización de la denominación de las carreteras.

## Lugares de paso
- Polígono industrial Los Llanos

## Trazado
La ZA-325 comienza en el cruce con la ZA-305, donde la carretera enlaza con Zamora y Peñausende. Desde aquí, la carretera discurre sobre la vía de ferrocarril  FFCC Plasencia-Astorga , clausurada en la década de 1990. Finalmente, la carretera finaliza en la  Avenida de Zamora , perteneciente al Polígono industrial Los Llanos. De acuerdo a este trazado, la carretera ZA-325 surgió de la necesidad de dar un mayor acceso al polígono, enlazando con la ZA-305, que a su vez enlaza con la N-630, que permite conectar el polígono con una vía importante sin tener que pasar el tráfico por Zamora.
- Inicio de la ZA-325

- Paso elevado sobre la línea de ferrocarril Astorga-Plasencia

- Final de la ZA-325, en el Polígono Industrial de Los Llanos

## Cruces
| ZA-305 - Polígono industrial Los Llanos | ZA-305 - Polígono industrial Los Llanos | ZA-305 - Polígono industrial Los Llanos            | ZA-305 - Polígono industrial Los Llanos            | ZA-305 - Polígono industrial Los Llanos                    | ZA-305 - Polígono industrial Los Llanos           | ZA-305 - Polígono industrial Los Llanos | ZA-305 - Polígono industrial Los Llanos | ZA-305 - Polígono industrial Los Llanos |
| Esquema                                 | PK                                      | Sentido Polígono industrial Los Llanos (creciente) | Sentido Polígono industrial Los Llanos (creciente) | Sentido Polígono industrial Los Llanos (creciente)         | Sentido ZA-305 (decreciente)                      | Sentido ZA-305 (decreciente)            | Sentido ZA-305 (decreciente)            | Notas                                   |
| Esquema                                 | PK                                      | Velocidad                                          | Elemento                                           | Salida                                                     | Salida                                            | Elemento                                | Velocidad                               | Notas                                   |
| --------------------------------------- | --------------------------------------- | -------------------------------------------------- | -------------------------------------------------- | ---------------------------------------------------------- | ------------------------------------------------- | --------------------------------------- | --------------------------------------- | --------------------------------------- |
|                                         | 0,000                                   |                                                    |                                                    | ZA-325 Polígono industrial Los Llanos Parque de Maquinaria | ZA-305 Zamora Entrala - Peñausende                |                                         |                                         |                                         |
|                                         | 1,200                                   |                                                    |                                                    | FFCC Plasencia-Astorga                                     | FFCC Plasencia-Astorga                            |                                         |                                         |                                         |
|                                         | 1,700                                   |                                                    |                                                    | Polígono industrial Los Llanos                             | Polígono industrial Los Llanos                    |                                         |                                         |                                         |
|                                         | 1,800                                   |                                                    |                                                    | Fin de la ZA-325 Comienzo de la Avenida de Zamora          | Fin de la Avenida de Zamora Comienzo de la ZA-325 |                                         |                                         |                                         |